# Inger Andersen
Inger Andersen (1958) is een Deens econoom. Zij is sinds februari 2019 directeur van het VN-Milieuprogramma. Daarvoor was ze de directeur-generaal van de International Union for Conservation of Nature and Natural Resources en vicedirecteur van de afdeling Midden-Oosten en Noord-Afrika van de Wereldbank. 

## Biografie
Andersen voltooide haar master development economics and African politics aan de School of Oriental and African Studies, onderdeel van de Universiteit van Londen. Na haar studie is ze in 1987 gaan werken voor het Sudano-Sahelian Office van de Verenigde Naties in New York. Daar werkte ze aan dossier met betrekking tot de verwoestijning in Soedan. Daarvoor heeft ze voor een periode van zes jaar in Soedan gewoond en gewerkt. Ze werkte voor diverse organisaties. In 1992 werd ze benoemd tot coördinator Water en Omgeving van het VN-Ontwikkelingsprogramma in de Arabische wereld.
In 1999 maakte ze de overstap naar de Wereldbank. Hier werkte ze aan diverse dossiers op het gebied van water, omgeving en duurzame ontwikkelingen. Uiteindelijk werd ze in 2010 benoemd tot vicedirecteur van de afdeling duurzame ontwikkelingen. In datzelfde jaar kreeg ze opnieuw promotie. Dit keer werd ze benoemd tot vicedirecteur van de afdeling Midden-Oosten en Noord-Afrika. In januari 2015 werd ze benoemd tot directeur-generaal van de International Union for Conservation of Nature and Natural Resources waarmee ze Julia Marton-Lefèvre opvolgde.
Op 21 februari 2019 werd Andersen door de Algemene Vergadering van de Verenigde Naties voor een periode van vier jaar benoemd als directeur van het VN-milieuprogramma.

## Publicatie
- I. Andersen, O. Dione, M. Jaroswich-holder & JC Olivry (2005). The Niger River basin: a vision for sustainable management, Wereldbank